# Tatiana Nikitina (linguiste)
Tatiana Nikitina est une linguiste reconnue mondialement pour ses recherches en sémantique, linguistique historique et comparative, syntaxe formelle et typologie linguistique, en particulier concernant le discours rapporté. Ses travaux portent, au plan aréal, sur les langues mandées, les langues turciques, ainsi que des langues d'Europe (latin, grec ancien, langues slaves...). Tatiana Nikitina a reçu en 2017 la médaille de bronze du CNRS pour ses contributions originales à la linguistique générale.

## Carrière
Tatiana Nikitina étudie les langues et cultures d’Afrique de l’Ouest à l'université de Saint-Pétersbourg. Elle obtient en 2008 un doctorat de linguistique à l'Université Stanford, puis réalise un post-doctorat au laboratoire d’excellence TOPOI de l'université Humboldt de Berlin. Tatiana Nikitina est recrutée au CNRS en 2013. Elle y rejoint d'abord le laboratoire Langage, langues et cultures d'Afrique, puis le laboratoire Langues et Civilisations à Tradition Orale.
Elle est Habilitée à diriger des recherches depuis 2019.
De 2018 à 2023, elle coordonne un projet européen, "Discourse Reporting in African Storytelling", qui explore les stratégies de rapport au discours caractéristiques des récits traditionnels dans des langues africaines, et les compare aux stratégies de rapport au discours attestées dans des langues turciques parlées en Russie.

## Responsabilités collectives
De 2018 à 2023, Tatiana Nikitina est membre du Conseil scientifique de l'Institut des Sciences Humaines et Sociales (InSHS) du CNRS. Elle fait partie des signataires d'une tribune publiée dans Le Monde en 2019 concernant l'organisation du CNRS en termes de recrutement et de financement.
Tatiana Nikitina est membre du Comité éditorial des revues Transactions of the Philological Society (en), Faits de Langues, Language in Africa, et membre du Comité scientifique du Journal of African Languages and Literatures (JALaLit). De 2018 à 2021, elle est chargée des recensions (Review Editor) de la revue Linguistic Typology (en).

## Distinctions
Tatiana Nikitina a reçu en 2017 la médaille de bronze du CNRS "pour la diversité des approches, des langues et des phénomènes linguistiques que recouvrent ses travaux".

## Publications[8]
- (en) Tatiana Nikitina, « Frames of reference in discourse: Spatial descriptions in Bashkir (Turkic) », Cognitive Linguistics, vol. 29, no 3,‎ 2018, p. 495-544
- (en) Stef Spronck et Tatiana Nikitina, « Reported speech forms: a dedicated syntactic domain », Linguistic Typology, vol. 23, no 1,‎ 2019, p. 119-159
- Tatiana, Nikitina. "Personal deixis and reported discourse: Towards a typology of person alignment." Linguistic Typology 16.2 (2012): 233-263.